# Marie Cherry Pop
Marisabel Muñoz Carpena (Lima, 23 de noviembre de 1992), más conocida por su nombre artístico Marie Cherry Pop, Marie Cherry o Marié, es una cantante, compositora y locutora de radio peruana, que ha consolidado su carrera artística en los géneros reguetón y pop.

## Biografía
Marie Cherry Pop nació el 23 de noviembre de 1992 en Lima, bajo el nombre de Marisabel Muñoz Carpena. Proveniente de una familia de artistas como la hija de los fundadores de la Orquesta de Fallo Muñoz, mostró su interés por el canto desde pequeña, en el cual participaba en diferentes actividades de su colegio.
Cumpliendo casi la mayoría de edad, Muñoz estudia la facultad de música y más tarde, comenzar su carrera artística en 2012 bajo el nombre artístico de Marie Cherry Pop y también el simple acortamiento Marie, lanzando su LP debut Por hoy, contando con la participación del músico Gustavo La Torre. Dentro de su proyecto, se destacaba sus temas de su autoría como «Un dos tres». Tras el éxito de su primer disco, sus sencillos mencionados entraron en rotación por la cadena MTV Latinoamérica en 2013.
Muñoz fue telonera de los conciertos del cantante Luis Fonsi y el dúo musical Ha*Ash en el Perú, e hizo su debut en la conducción con el programa musical Plog para la emisora web Coca-Cola FM, compartiendo el rol al lado del actor peruano Carlos Palma. En 2014, interpreta su segundo sencillo «Loca por ti» de su álbum homónimo y fue invitada especial a los Kids Choice Awards.
Años más tarde, ingresa a la coconducción del espacio radial Wake app en 2017 por Studio 92, con el comediante Mateo Garrido Lecca y el youtuber Gabriel «el Cholo» Mena hasta 2021, cuando lanza su programa propio Backstage por la misma emisora. Paralelamente, Muñoz lanzó su cuarto LP Sugar daddy en 2018, obteniendo una aceptación en el panorama artístico nacional, y elaboró su propio álbum B2B con la colaboración de la compañía telefónica Motorola, añadiendo a los géneros R&b y funk, y al año siguiente, el LP Mala fama, teniendo la colaboración con la artista peruana La Torita.
En 2021, lanzó su quinto disco Billetes comprendiendo el tema homónimo, bajo la producción musical de su pareja sentimental, Carlos Torres «1986Beats». Además, prestó su colaboración con Susana Baca y Wendy Sulca para el proyecto «Mujer montaña», en homenaje a la campaña contra la violencia hacia la mujer ese año.
Fuera de su faceta musical, Muñoz inicia su incursión en la página de contenido para adultos Pornhub en 2019, en el cual presenta diferentes escenas.Más tarde, estrena la otra producción musical Chica alfa, en el cual fue intérprete de la canción homónina y la otra producción «Perro que ladra», esta última en colaboración con las cantantes Handa y Asmir Young en 2023.
Regraba la canción Chica alfa al lado de Flavia Laos en 2024, siendo renombrada con el nombre de Chica alfa RMX.

## Radio
| Año        | Título    | Rol      | Emisión      | Ref.  |
| ---------- | --------- | -------- | ------------ | ----- |
| 2014       | Plog      | Locutora | Coca-Cola FM | [ 1 ] |
| 2017-2021  | Wake app  | Locutora | Studio 92    | [ 2 ] |
| desde 2021 | Backstage | Locutora | Studio 92    | [ 3 ] |

## Discografía

### Álbumes de estudio
- 2018: B2B

### LP
- 2012: Por hoy
- 2014: Loca por ti
- 2017: Sugar daddy
- 2019: Traguito de más
- 2019: My boy
- 2019: Mala fama
- 2020: X2
- 2020: Pensando en ti
- 2020: Booty Call
- 2021: Billetes
- 2022: Nasty[13]
- 2023: Hernessy
- 2023: Chica alfa
- 2023: Perro que ladra
- 2024: Bikini